# David Lee Russell
David Lee Russell (Nueva York, Nueva York, 9 de enero de 1960) es un exjugador de baloncesto estadounidense. Sus años de baloncesto universitario fueron en la prestigiosa Universidad Saint John's de Nueva York, donde entrenaba Lou Carnesecca. Fue incluido en el draft de la NBA de 1983 en segunda ronda, con el número 37. Jugó en España en Estudiantes de Madrid desde 1984 a 1989. Anteriormente jugó brevemente en 1983 en el Joventut de Badalona. Mientras jugaba en España mantenía su ambición de acabar jugando en la NBA. Jugaba de alero. Media 1,99 m. Era muy rápido y tenía una gran capacidad de salto.
Fue ganador del primer y del segundo Concurso de Mates celebrados en España, en 1986 (Don Benito) y en 1987 en Vigo, organizados por la ACB. Junto con John Pinone formó una pareja de americanos de las más estables, eficaces y legendarias del baloncesto español de la época, y contribuyó de manera importante a los triunfos del club Estudiantes durante esa época. David Russell posee el récord de la máxima anotación individual de un jugador en partido de play off de la ACB, con 43 puntos, conseguido el 28 de marzo de 1987 en un partido con tres prórrogas contra el Real Madrid, segundo partido de cuartos de final.
Se retiró por problemas de lesiones en las rodillas.